# Igreja Católica em Vanuatu
A Igreja Católica Romana em Vanuatu faz parte da Igreja Católica Apostólica Romana em todo o mundo, sob a liderança espiritual do Papa e da Cúria, em Roma. Os católicos constituem 13% da população de Vanuatu. A igreja é organizada em uma diocese com sede na capital de Port Vila. A diocese é um membro da Conferência dos Bispos do Pacífico.

## História
A primeira missa na Oceania foi realizada em 14 de maio de 1606, quando o explorador espanhol Pedro de Quiros aportou na ilha, com quatro padres e oito irmãos e celebraram o Pentecostes. Em 1875, colonos na sua maioria católicos escreveram ao governo francês para pedir que as ilhas fossem reivindicadas pela França. O primeiro bispo nativo das ilhas atuou de 12 de abril de 1997 até sua morte em 2007. Um embaixador junto à Santa Sé, Michel Rittie, foi escolhido pela primeira vez em 2003. Vanuatu enviou uma delegação de jovens, pela primeira vez a Jornada Mundial da Juventude 2008, quando foi realizada em Sydney, na Austrália.